# 小行星21551
小行星21551（21551 Geyang）是一颗绕太阳运转的小行星，为主小行星带小行星。该小行星于1998年8月17日发现。
該小行星以獲得2005年英特爾國際科技展覽會二等獎的楊歌命名。

## 轨道参数
小行星21551的轨道半长轴为3.0969715 UA，离心率为0.039。